# 富勒斯克羅斯羅茲 (阿拉巴馬州)
富勒斯克羅斯羅茲（英語：Fullers Crossroads）是一個位於美國阿拉巴馬州克倫肖縣的非建制地區。該地的面積和人口皆未知。

## 地理
富勒斯克羅斯羅茲的座標為31°49′05″N 86°18′40″W / 31.81805°N 86.31111°W，而該地最高點為海拔高度147米（即482英尺）。